# The Girl and the Tiger
The Girl and the Tiger è un cortometraggio muto del 1913 diretto da Henry McRae (Henry MacRae) che aveva come interpreti William Clifford, Marie Walcamp, Van Paul, Clarence Burton.

## Produzione
Il film fu prodotto dalla 101-Bison (Bison Motion Pictures). Venne girato al Providencia Ranch, Hollywood Hills, a Los Angeles.

## Distribuzione
Distribuito dall'Universal Film Manufacturing Company, il film - un cortometraggio in tre bobine - uscì nelle sale cinematografiche statunitensi il 7 ottobre 1913.